# Karang Rejo (Merapi Barat)
Karang Rejo is een bestuurslaag in het regentschap Lahat van de provincie Zuid-Sumatra, Indonesië. Karang Rejo telt 294 inwoners (volkstelling 2010).